# Béni Egressy
Béni Egressy (nascut Benjámin Galambos, Sajókazinc,{nota, 1} 21 d'abril, 1814 – Pest, 17 de juliol, 1851), fou un compositor, escriptor, actor. Músic de Szozat.{nota, 2}

## Biografia
Béni Egressy era fill de Pál Galambos, un noble d'Egresi (de vegades només Egresi), pastor reformat i Julianna Juhász. Va completar els seus estudis a l'institut reformat de Miskolc i al col·legi de Sárospatak. A causa de les seves desfavorables condicions econòmiques (entretant, el seu pare havia mort, deixant enrere una vídua i sis fills), no va poder continuar la seva escola L'any 1833 esdevingué mestre d'escola a Mezőcsát; d'aquesta època són els seus estudis de salms, als quals més tard va tornar com a actor. També va ocupar el càrrec de professor ajudant a Szepsi, comtat d'Abaúj, i com a tal va visitar el 1830 el seu germà Gábor Egressy, que ja era membre de la companyia de teatre Kassa. Aquesta visita va decidir el seu futur: es va convertir en espasa xinès. El 1834, va actuar amb les comparses Kassa i Cluj.
Fins ara, havia estat impulsat per la inclinació, més que per un sentiment segur de preparació. Va aprendre francès, italià i alemany mentre actuava. Només coneixia la notació musical per oïda; per això va estudiar dia i nit, volia formar-se com a tenor i convertir-se en un autèntic actor culte. No obstant això, tampoc va parar de provar el seu talent a l'escenari de Buda. Quan l'any 1837 la companyia de teatre de Buda es va traslladar al teatre nacional de Pest, totes les seves esperances es van esfumar i el 1838 va marxar a Itàlia per aprendre a cantar. Van sortir a peu amb Havi i van visitar Fiume, Trieste, Venècia, Pàdua i Milà; algunes de les seves cartes enviades des d'aquests llocs van ser publicades als diaris hongaresos de l'època. Va passar un any i mig aquí entre la privació i l'estudi, el patiment i el plaer.
El 1843, es va incorporar al Pest National Theatre com a corista.
Ja es dedicava a compondre música des de 1840, va ser el primer a musicar els poemes de Sándor Petőfi i autor de moltes obres populars. Va aconseguir el seu major èxit musicalitat fou el poema Szózat de Mihály Vörösmarty, que es va presentar el 10 de maig de 1843 al Teatre Nacional.
També va escriure i traduir obres de teatre i textos d'òpera. Egressy va escriure el text de les òperes Mária Bátori i Hunyadi László, presentades el 1844, la música de les quals va ser composta per Ferenc Erkel. També va revisar el drama de József Katona, Bánk bán i va cedir el text de l'òpera a Erkel poc abans de la seva mort. Tanmateix, la seva presentació es va fer deu anys més tard, el 9 de març de 1861.
Va participar en la Guerra de la Independència de 1848-49 i va ser ferit a Kápolna. Fins que es va recuperar, es va traslladar a Borsod, Csàtra, a viure amb un bon amic, on va treballar en la col·locació dels salms de sant David a l'orgue, ja que eren acceptats pel poble reformat segons el to francès. El setembre de 1849, va ser un dels defensors del castell de Komárom com a primer tinent de l'exèrcit. Aquí és on va escriure el Klapka-starter. Després de la derrota de la lluita per la llibertat, György Klapka va ser alliberat amb un permís i va tornar a l'escenari.
Va escriure un total de 47 peces musicals, 35 de les quals van ser publicades. Va traduir més de 50 obres de teatre i 19 textos d'òpera a l'hongarès.
Va morir a Pest l'any 1851, a l'edat de trenta-set anys, a causa de l'empitjorament de la seva malaltia pulmonar. La seva vídua Róza König es va casar amb Antal Csengery.

## Les seves cançons
L'any 1844 es va fer tan conegut arreu del país amb les seves cançons que va ser anomenat el "pare de la música hongaresa".
| Títol                              | Copywriter           |
| ---------------------------------- | -------------------- |
| A virágnak megtiltani nem lehet    | Petőfi Sándor        |
| Este későn ne járj hozzám          |                      |
| Ereszkedik le a felhő              | Petőfi Sándor        |
| Ez a világ amilyen nagy            | Petőfi Sándor        |
| Fiúk az isten áldjon meg           | Petőfi Sándor        |
| Hegedűszó, furulyaszó, cimbalom    | Petőfi Sándor        |
| Hej, huj, magyar ember             | Vahot Imre           |
| Hull a levél a fáról               | Petőfi Sándor        |
| Juhász a hegy oldalán              | Erdélyi Gyula        |
| Juhászlegény, szegény juhászlegény | Petőfi Sándor        |
| Kis szekeres, nagy szekeres        |                      |
| Kis furulyám szomorúfűz ága        | Petőfi Sándor        |
| Klapka-induló                      | Thaly Kálmán         |
| Kossuth-nóta (vitatott)            | Balkányi Szabó Lajos |
| Mi füstölög ott a síkon            | Gaál József          |
| Ne menj rózsám a tarlóra           | Kisfaludy Károly     |
| Télen-nyáron pusztán az én lakásom | Tompa Mihály         |

## La seva memòria
- But, Kazincbarcika
- Pintura mural, Kazincbarcika
- Kazincbarcika, Egressy Béni út[4]
- Placa commemorativa de Szülőházán (1994), Kazincbarcika
- But (1989), Torre de Simon
- Placa familiar (1988, Sajókapolna)
- Placa commemorativa a la paret de l'escola reformada (1933), Mezőcsát
- Placa commemorativa del Jardí dels Herois (2009), Ónod
- Placa commemorativa a Budapest.
- Baxillerat Professional de Música Egressy Béni, Budapest districte XXI
- Komárom (Eslovàquia), Placa commemorativa (2001)
- Révkomárom, escultura de cos sencer (2018)
- Centre Cultural Municipal Egressy Béni, Révkomárom (2020)
- Komárom (Hongria), Egressy Béni utca
- Escola d'Art Elemental Egressy Béni a Komárom
- A la sèrie de segells Famous Magyars: Béni Egressy va néixer fa 200 anys (2014)
- Escola de Primària Bilingüe Egressy Béni, (Municipi de Gyöngyös) (1966)
  - Escola de Música Egressy Béni, Miskolc
- Placa commemorativa de l'Egressy Béni, Miskolc (2014, Papszer (Miskolc) 1.)
- 2006 Szepsi, estàtua[5]